# Sart Tilmans friluftsmuseum
Sart Tilmans friluftsmuseum er et museum der hører under Universitet i Liège. Grundlagt i 1977 huser det en samling af omkring hundrede monumentale udendørsværker (primært skulpturer) på Universitetet i Lièges grund på 700 hektar i Sart Tilman syd for Liège. Sart Tilmans friluftsmuseum forvaltes af Universitetet i Liège i fællesskab med det franske samfund i Belgien (Communauté française de Belgique).

## Samlinger
Centreret om monumentale skulpturer repræsenterer samlingen i Sart Tilmans friluftsmuseum moderne kunst i det fransktalende Belgien. Friluftsmuseet er også et sted, hvor eksperimenterende yngre kunstnere kan udstille deres værker. 

## Galleri
- Hyldest til Maurice Maeterlinck (Biernes liv) af Jean-Paul Laenen
- Buste af Georges Montefiore-Levi af Thomas Vinçotte
- Forskydning i tid og rum af Thierry Bontridder
- Labyrint af Léon Wuidar
- Duif af TOUT-gruppen.

50°38′N 5°34′Ø / 50.64°N 5.57°Ø